# Wilhelm Strecker (Gouverneur)

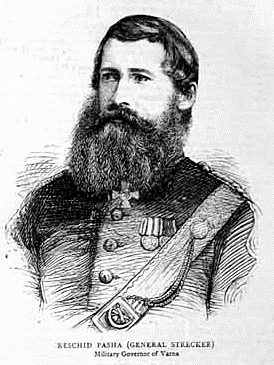
Wilhelm Strecker (1877)

Wilhelm Strecker (* 8. Juni 1830 in Bamberg; † 18. Januar 1890 in Konstantinopel) war ein deutscher Offizier, auch im Dienst des osmanischen Reichs.
Strecker war preußischer Leutnant der Artillerie, als er 1854 in den Dienst des osmanischen Reichs eintrat, für das er bis 1890 tätig war.
Von 1864 bis 1865 war er Gouverneur der zu Bulgarien gehörenden Region Widin (Bdyn) und wurde Reshid Pascha genannt.
Meyers Konversationslexikon erwähnt ihn in späterem Zusammenhang noch als „Strecker Pascha“ und Führer der türkischen Miliz im Artikel Ostrumelien: „Die Provinz Ostrumelien wurde durch den Berliner Vertrag vom 13. Juli 1878 geschaffen; durch diese Schöpfung sollte der südliche Teil Bulgariens, das Russland im Frieden von San Stefano ganz als selbständigen Staat beansprucht hatte, der Türkei erhalten und dem russischen Machtbereich entzogen bleiben…. Die erste Provinzialversammlung (Narodny Sobranje, aus 56 Deputierten bestehend) ward 3. Nov. 1879 eröffnet und verhielt sich gemäßigt. Dagegen betrieben die Turnvereine und die Milizen ganz ungescheut eine großbulgarische Agitation, deren Ziele die Vereinigung mit Bulgarien und die Erregung eines Aufstandes der Bulgaren in Makedonien waren. Dieselbe ward von den russischen Generalkonsuln Tscheretlew und Krebel begünstigt, vom türkischen Befehlshaber der Miliz, Strecker Pascha, vergeblich bekämpft.“
Nach 1860 wurde der Libanon als selbständige Provinz des osmanischen Reiches unter einem osmanischen Gouverneur verwaltet. Der Gouverneur des Libanon musste dabei immer ein römisch-katholischer Christ sein, der nicht aus dem Libanon kam. Die Einsetzung bedurfte der Zustimmung der europäischen Mächte. In diesem Zusammenhang findet sich eine weitere Fundstelle mit dem Kandidaten Strecker Pascha aus dem Jahre 1883.